# Lisa Antl
Lisa Carolin Antl (* 21. Juni 2000 in Ingolstadt) ist eine deutsche Handballspielerin, die als Kreisläuferin seit 2022 beim Bundesligaverein Borussia Dortmund unter Vertrag steht. 

## Karriere

### Im Verein
Die Gaimersheimerin Antl spielte von 2004 bis zur Auflösung ihrer Mannschaft 2015 in Jugendmannschaften des TSV Gaimersheim. In der Saison 2015/16 spielte sie in der B-Jugend des MTV Ingolstadt in der Bayernliga. 2016/17 besaß die in dieser Saison erstmals als Kreisläuferin eingesetzte Spielerin ein Doppelspielrecht für den TSV Ismaning in der in Turnierform ausgetragenen A-Juniorinnen Bundesliga und für den HG Ingolstadt in der wöchentlich ausgetragenen Landesliga Nord, mit dem sie als Stütze in der Mannschaft in diesem Jahr die Meisterschaft gewann und in die Bayernliga aufstieg.
In den Jahren 2016 und 2017 nahm sie mit dem Team Minga Turtles vom TSV Ismaning an der deutschen Beachhandballmeisterschaft teil. Mit den Turtles gewann sie 2017 die deutsche Vizemeisterschaft bei den Frauen.
Antl wechselte 2017 zum HCD Gröbenzell. Hier lief sie in ihrer ersten Saison für die A-Jugend in der Jugendbundesliga sowie für die Damenmannschaft in der 2. Bundesliga auf. In ihrer zweiten Saison in Gröbenzell erreichte sie mit der A-Jugend das Viertelfinale um die deutsche Meisterschaft und lief für die Damenmannschaft in der 3. Liga sowie für die zweite Mannschaft in der Landesliga auf.
Zur Saison 2019/20 wechselte Antl zum Bundesligisten Buxtehuder SV. Beim BSV wurde sie anfangs neben der Bundesligamannschaft auch in der 2. Mannschaft eingesetzt, die in der 3. Liga spielte. In ihrer ersten Saison, die aufgrund der COVID-19-Pandemie abgebrochen wurde, hatte sie in der Bundesliga wenige Einsätze. In der Saison 2020/21 erzielte die Spielerin bisher in 24 Bundesliga-Spielen 70 Tore (Stand: 3. April 2021). Im Januar wurde Antl in die Mannschaft der Woche der Zeitschrift Handballwoche gewählt. Im Februar 2021 wurde ihre Vertragsverlängerung bis 2022 bekanntgegeben. Anschließend wechselte sie zum Ligakonkurrenten Borussia Dortmund.

### In Auswahlmannschaften
Antl durchlief in der Jugend mehrere Auswahlmannschaften und den Landeskader des Bayerischen Handball-Verbandes. Außerdem absolvierte sie 23 Länderspiele für die deutsche Juniorinnennationalmannschaft. Mit Deutschland nahm sie an der U-20-Weltmeisterschaft 2018 sowie an der U-19-Europameisterschaft 2019 teil.
Anfang 2021 wurde Antl erstmal zu einem Lehrgang der A-Nationalmannschaft eingeladen, konnte aber verletzungsbedingt nicht daran teilnehmen. Sie bestritt am 7. November 2021 ihr Länderspieldebüt gegen Russland. Bei der Weltmeisterschaft 2023, die sie mit Deutschland auf dem sechsten Platz abschloss, erzielte sie 14 Treffer. Im Jahr 2024 nahm sie an den Olympischen Spielen in Paris teil.

## Sonstiges
Antl studiert Soziale Arbeit. In der Handballabteilung des TSV Gaimersheim war ihr Vater Michael in der Abteilungsleitung sowie ihr Bruder Felix als Spieler aktiv.
Nach ihrer Teilnahme an der Weltmeisterschaft 2023 trug sich Lisa Antl ins Goldene Buch des Marktes Gaimersheim ein.